# Плюсове насадження смереки у високогір'ї
Плюсове насадження смереки у високогір'ї — ботанічна пам'ятка природи місцевого значення. Об'єкт розташований на території Надвінянського району Івано-Франківської області, Максимецьке лісництво, квартал 32, виділ 11.
Площа — 7,3000 га, статус отриманий у 1993 році.